# 오금초등학교
오금초등학교는 대한민국 경기도 군포시에 있는 공립 초등학교이다.

## 학교 연혁
- 1997년 1월 14일 오금초등학교 설립 인가
- 1997년 10월 29일 초대 신건자 교장 취임
- 1997년 11월 24일 교사 준공
- 1997년 12월 9일 개교
- 1998년 2월 14일 제1회 졸업식(남 3명, 여 4명, 계 7명)
- 1998년 3월 1일 20학급 편성
- 1998년 3월 4일 입학식(238명)
- 1998년 9월 19일 본관 5층 완공(9개 교실 증축)
- 1998년 9월 19일 급식소 내부 완공
- 1999년 2월 11일 제2회 졸업식(남 29명, 여 28명, 계 57명)
- 1999년 3월 1일 24학급 편성
- 1999년 3월 3일 입학식(218명)
- 2000년 2월 16일 제3회 졸업식(남 37명, 여 38명, 계 75명)
- 2000년 3월 1일 26학급 편성
- 2000년 3월 3일 입학식(218명)
- 2000년 3월 9일 29학급 편성(3학급 증설)
- 2001년 2월 16일 제4회 졸업식(남 37명, 여 38명, 계 75명)
- 2001년 3월 3일 입학식(218명)
- 2001년 3월 7일 29학급 편성(3학급 증설)
- 2002년 2월 15일 제5회 졸업식(남 87명, 여 54명, 계 141명)
- 2002년 3월 1일 31학급 편성
- 2002년 3월 3일 입학식(252명)
- 2003년 2월 18일 제6회 졸업식(남 90명, 여 60명, 계 150명)
- 2003년 3월 1일 31학급 편성
- 2003년 9월 1일 제2대 성락인 교장 취임
- 2004년 2월 12일 제7회 졸업식(남 76명, 여 95명, 계 171명)
- 2004년 3월 1일 30학급 편성
- 2004년 3월 2일 입학식(207명)
- 2005년 2월 18일 제8회 졸업식(남 101명, 여 82명, 계 183명)
- 2005년 3월 1일 29학급 편성
- 2005년 3월 2일 입학식(185명)
- 2006년 2월 17일 제9회 졸업식(남 74명, 여 77명, 계 151명)
- 2006년 3월 1일 28학급 편성
- 2006년 3월 2일 입학식(179명)
- 2006년 9월 1일 제3대 박상진 교장 취임
- 2007년 2월 15일 제10회 졸업식(누계 1,209명)
- 2007년 3월 1일 28학급 편성
- 2007년 3월 2일 입학식(187명)
- 2008년 3월 3일 입학식(164명)
- 2009년 1월 12일 제12회 졸업식(143명 졸업)
- 2009년 3월 1일 25학급 편성
- 2009년 3월 2일 입학식(123명)
- 2010년 2월 9일 제13회 졸업식(137명 졸업)
- 2010년 3월 1일 25학급 편성
- 2010년 3월 1일 입학식(144명)
- 2011년 2월 10일 제14회 졸업식(125명 졸업)
- 2011년 3월 1일 제4대 최임복 교장 취임
- 2011년 3월 2일 23학급 편성
- 2011년 3월 2일 입학식(129명)
- 2012년 2월 14일 제15회 졸업식(119명 졸업)
- 2012년 3월 1일 23학급 편성
- 2012년 3월 2일 입학식(118명)
- 2013년 2월 22일 제16회 졸업식(116명 졸업)
- 2013년 3월 1일 23학급 편성
- 2013년 3월 4일 입학식(111명)
- 2014년 2월 19일 제17회 졸업식(100명 졸업)
- 2014년 3월 3일 25학급 편성
- 2014년 3월 3일 입학식(129명)